# Ключищи (Дальнеконстантиновский район)
Ключи́щи — деревня в Дальнеконстантиновском районе Нижегородской области России. Входит в состав Малопицкого сельсовета.

## География
Деревня находится на расстоянии 10 км к юго-востоку от рабочего посёлка Дальнее Константиново, административного центра района, и 62 км к юго-востоку от города Нижний Новгород, административного центра области.

### Часовой пояс
Деревня Ключищи, как и вся Нижегородская область, находится в часовой зоне МСК (московское время). Смещение применяемого времени относительно UTC составляет +3:00.

## Население
| 2002 | 2010 |
| ---- | ---- |
| 0    | →0   |